# Alessandro Velotto
Alessandro Velotto (Napoli, 12 febbraio 1995) è un pallanuotista italiano, centrovasca del Barceloneta e della Nazionale italiana.

## Biografia
Con la nazionale ha vinto la medaglia di bronzo europea nel 2014 ed un oro mondiale a Gwangju, nel 2019. Inoltre ha ottenuto una medaglia d'argento con la Nazionale Under 20 ai Mondiali di Almaty, nel 2015. È stato campione del Mondo con la Nazionale under-18 a Perth nel 2012 e con l'under-20 in Ungheria nel 2013. Con la Canottieri Napoli ha vinto lo scudetto Under-15 nel 2010 e due scudetti Under-20 nel 2014 e nel 2015 (oltre ad essere stato vicecampione d’Italia nel 2013 nella stessa categoria). Dopo aver debuttato in prima squadra ha contribuito alla promozione in A1; ha partecipato alle Olimpiadi di Rio del 2016 portando a casa il bronzo olimpico.
Trasferitosi alla Pro Recco nel 2018, conquista  con i liguri tre scudetti, tre Coppe Italia, tre Champions League e due Supercoppe LEN; nel 2023 si trasferisce al Marsiglia e nel 2025 al Barceloneta.

## Palmarès

### Club

#### Trofei nazionali
- Campionato italiano: 3

Pro Recco: 2018-19, 2021-22, 2022-23
- Coppe Italia: 3

Pro Recco: 2018-19, 2020-21, 2021-22, 2022-23
- Coupe de France: 2

Marsiglia: 2024, 2025
- Campionato francese: 2

Marsiglia: 2024, 2025

#### Trofei internazionali
- LEN Champions League: 3

Pro Recco: 2020-21, 2021-22, 2022-23
- Supercoppa LEN: 2

Pro Recco: 2021, 2022

### Nazionale
- Olimpiadi

Rio de Janeiro 2016: 
- Mondiali

Gwangju 2019: 
Doha 2024: 
- Europei

Budapest 2014: 
Zagabria-Dubrovnik 2024: 
- Coppa del Mondo

Los Angeles 2023: 
- World League

Ruza 2017: 